# Ivan Grubišić
Ivan Grubišić (Dicmo, 20. lipnja 1936. – 19. ožujka 2017.), hrvatski katolički prezbiter i političar.

## Životopis
Maturirao je 1956., u Biskupskoj klasičnoj gimnaziji u Splitu. Diplomirao je 1962., na Katoličkome bogoslovnom fakultetu u Zagrebu, a 1982. na Filozofskom fakultetu u Zadru, sociologiju i filozofiju. Doktorirao je 1995. na Filozofskom fakultetu u Zagrebu, s temom Religiozno ponašanje katolika u Dalmaciji sredinom 80-ih i vrednovanje toga ponašanja.
Predavao je na Katehetskom institutu Katoličkoga bogoslovnog fakulteta u Zagrebu, na Teološko-katehetskom institutu u Splitu i na Hrvatskim studijima. Iako je u mirovini, predaje na Pomorskom i Filozofskom fakultetu u Splitu.
Na izborima 2011. izabran je za zastupnika u Hrvatskom saboru, kao neovisni kandidat na vlastitoj listi zvanoj "Savez za građansku i etičnu Hrvatsku". Vodstvo Katoličke Crkve mu je branilo od početka kandidaturu za aktivno bavljenje politikom nije dozvoljeno no on se nije obazirao na te zabrane. Zbog toga mu je Splitsko-makarska nadbiskupija, tj. nadbiskup Marin Barišić izrekao kaznu obustave – suspenzije vršenja ispovijedanja, propovijedanja i slavljenja mise te zabranu nošenja svećeničkog odijela zbog toga. Grubišić se žalio, no Vatikanska Kongregacija za kler odbila je njegovu žalbu. Bez obzira na suspenziju Grubišić je nastavio s političkim djelovanjem. Njegov poliički aktivizam je od početka privlačio pažnju javnosti jer su njegovi stavovi često bili jako različiti od stavova većine svećenstva unutar Hrvatske. Zalagao se za reviziju pa čak i raskid Vatikanskih ugovora između Republike Hrvatske i Svete stolice čime bi se smanjila količina novca koju godišnje R. Hrvatska daje Katoličkoj Crkvi. Također se protivio nastavi vjeronauka u državnima školama.

## Postignuća i nagrade
Bio je inicijator i jedan od utemeljitelja Hrvatske akademske udruge Split –"Čovjek nadasve", pokretač je i voditelj tribina Suvremeno društvo i duhovnost te Znanost i društvo. Autor je 12 knjiga i urednik četiri zbornika. Pokretač je i odgovorni urednik časopisa  Dijalog.
Dobitnik je Državne nagrade za promidžbu i popularizaciju znanosti, Godišnje nagrade Grada Splita, Nagrade "Velimir Terzić", za promidžbu demokracije u Hrvatskoj, te Nagrade Slobodne Dalmacije za životno djelo. Predsjednik Mesić ga je odlikovao Redom Danice hrvatske s likom Marka Marulića, za osobite zasluge u kulturi, 2007. godine.

## Vanjske poveznice
- Službena stranica  Arhivirana inačica izvorne stranice od 10. prosinca 2011. (Wayback Machine)